# 哈里斯堡 (北卡羅萊納州)
哈里斯堡（英語：Harrisburg）是一個位於美國北卡羅萊納州卡貝勒斯縣的城鎮。

## 人口
根據2020年美國人口普查的數據，哈里斯堡的面積為29.70平方千米，皆為陸地。當地共有人口18967人，而人口密度為每平方千米639人。